# Тролль в Центральном парке
«Тролль в Центральном парке» (англ. A Troll In Central Park также известный как англ. Stanley's Magic Garden) — полнометражный мультфильм, вышедший в 1994 году, режиссёров Дона Блута и Гари Голдмана, создателей таких мультфильмов как «Дюймовочка», «Земля до начала времён», «Все псы попадают в рай».

## Сюжет
Герой фильма Стенли — тролль, но совсем не такой, какими их обычно представляют, а наоборот — очень милый. У него доброе сердце и наичудеснейший волшебный дар — зелёный большой палец, от прикосновения которого расцветают цветы. Но в Королевстве Троллей все красоты запрещены, и поэтому Стенли приходится скрывать цветы.
Как-то раз, Стенли принёс домой, где у него жили его цветы, свежую росу для своих любимцев. Поливая растения, тролль пришёл к выводу, что в его саду не хватает розы и решил её вырастить, но по случайности она начала расти и расти и выросла гигантской и стала видна всем троллям. На суде, королева троллей Гнорга жаждет превратить Стенли в камень, но король троллей Ллорт сумел уговорить королеву не превращать его, а сослать в Манхэттен в Нью-Йорк, где только камни и железо и ничего не растёт и водятся существа ещё более злые, чем тролли, что для Стенли будет мучительной пыткой и хуже смерти. Однако в Нью-Йорке, поначалу всё кажется приятным. Но после ряда неудач с его жителями, Стенли нашёл приют в пещере под мостом в Центральном парке.
В квартире мальчик Гас собирался пойти с Аланом (его отцом) в парк, но тот говорит, что у него важные дела в суде и убегает, что приводит Гаса в бешенство. Он спрашивает маму, Хилари, но она говорит, что собирается на благотворительное мероприятие на Парк-авеню. С детьми (Гас и Рози), после ухода родителей остаётся их няня, Мария. В конце концов, Гас сбегает из дому в парк, беря с собой свою сестру.
Пока дети играли с лодкой, они нашли спрятавшегося Стенли в пещере под мостом и подружились. Гнорга негодует, когда узнаёт что Стенли не мучится там, а веселится, и накладывает на Гаса заклинание, чтобы тот наплакал целое море и утопил их. Стенли спасается вместе с детьми в лодке Гаса, которую превратил в корабль мечты и отправились путешествовать по мечтам.
Тем временем в Королевстве Троллей власть Гнорги стала под сомнением благодаря бульварным газетам (The Wursta Times), критикующим мягкое наказание для Стенли. Многие требуют отставки Гнорги и Ллорта, потому что теперь любой тролль, безнаказанно, может стать добрым. Гнорга и Ллорт переносятся на торнадо в Центральный парк, чтобы убедиться в осуществлении наказания Стенли, разрушая его. Во время возвращения детей домой, Гнорга похищает Рози, чтобы использовать её как приманку в ловушке для доброго тролля. Гас бежит к Стенли, в надежде, что тот поможет вернуть сестру, но Стенли становиться очень страшно. В гневе Гас говорит Стенли, что его мечта никогда не станет явью, потому что он боится сразиться за то во что верит, после чего Гас выбрасывает лодку и с несколькими говорящими цветами и животными, не побоявшимися встретиться лицом к лицу с Гноргой, уходят.
Они смогли найти и освободить Рози, но король и королева троллей преследуют их. Гнорга превращает Гаса в тролля. К большому огорчению Гаса, Рози убегая срывается в пропасть. Но Стенли, использующий лодку Гаса для летающего корабля, спасает её. Гнорга пытается превратить Стенли в камень, но соприкоснувшись волшебными пальцами Стенли победил и Гнорга покрывается цветами. Стенли с детьми улетают на корабле, но Гнорга умея управлять перевоплощённым Гасом и заставляет его коснуться Стенли и превратить в камень. Дети едва успевают добраться до своей комнаты. Радуясь победе Гнорга окончательно превращается в цветущий куст и её уносит собственный торнадо. А Гас становится прежним.
Пока власти и должностные лица пытаются выяснить причину возникновения торнадо, разрушившего Центральный парк, Гас, Рози и их родители возвращаются в парк, где дети ставят на пень окаменевшего Стенли, который оказался в мусорном ведре после падения. Гас дотрагивается до статуи правым большим пальцем, который светится зелёным, и оживляет Стенли. Тролль оживляет разрушенный парк, и покрывает зеленью и цветами весь Нью-Йорк. Ллорт, ставший правителем Королевства Троллей, читает новость, с заголовком «Гнорга королева цветов», в газете.

## Съёмочная группа
- Сценарий: Стью Кригер.
- Продюсеры: Дон Блут, Гари Голдман, Джон Помэрой (John Pomeroy)

## Дополнительно
- Сборы в США: $71 368.
- Слоган: «You can do anything!» — «Ты можешь всё!»